# برانکو استانکوویچ
برانکو استانکوویچ (سیریلیک صربی: Бранислав "Бранко" Cтaнкoвић؛ ۳۱ اکتبر ۱۹۲۱ – ۲۰ فوریهٔ ۲۰۰۲) بازیکن فوتبال اهل یوگسلاوی بود.
از باشگاه‌هایی که در آن بازی کرده‌است می‌توان به باشگاه فوتبال ستاره سرخ بلگراد اشاره کرد.
وی همچنین در تیم‌های ملی فوتبال صربستان و یوگسلاوی بازی کرده‌است.
وی در مسابقات کشوری و بین‌المللی در مجموع برندهٔ ۲ مدال نقره شده‌است.